# Isocradactis
Genre
Isocradactis est un genre d'anémones de mer de la famille des Actiniidae.

## Liste d'espèces
Selon ITIS:
- Isocradactis magna (Stuckey, 1909)